# Białczańskie Baszty

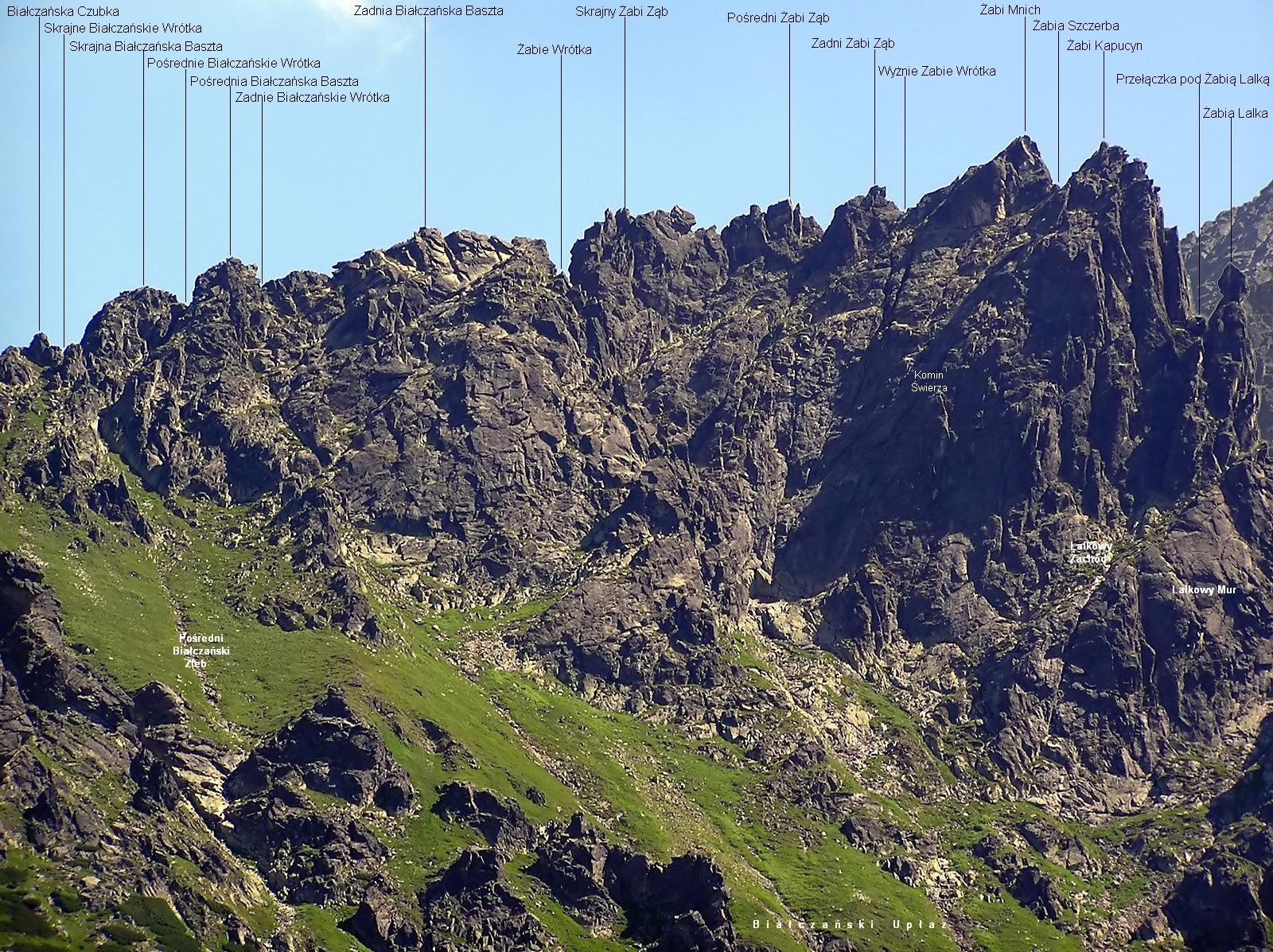
Widok od zachodu

Białczańskie Baszty – 4 turnie w Żabiej Grani w Tatrach Wysokich. Ich granią przebiega granica polsko-słowacka. Turnie znajdują się pomiędzy Żabimi Wrótkami (Žabie vrátka, 2085 m) i Pośrednią Białczańską Przełęczą (Prostredné Bielovodské sedlo, ok. 2040 m). Wschodnie ich stoki należą do słowackiej Doliny Zabiej Białczańskiej, zachodnie do polskiej Doliny Rybiego Potoku. Turnie przedzielone są czterema przełączkami. W kolejności od południa na północ są to::
- Zadnia Białczańska Baszta (Zadná bielovodská bašta, ok. 2105 m)
- Zadnie Białczańskie Wrótka (Zadné bielovodské vrátka, ok. 2085 m)
- Pośrednia Białczańska Baszta (ok. Prostredná bielovodská bašta, ok. 2075 m)
- Pośrednie Białczańskie Wrótka (Prostredné bielovodské vrátka, ok. 2075 m)
- Skrajna Białczańska Baszta (Predná bielovodská bašta, ok. 2085 m)
- Skrajne Białczańskie Wrótka (Predné bielovodské vrátka, ok. 2055 m)
- Białczańska Czubka (Bielovodská čuba, ok. 2060 m)[2].

## Taternictwo
Białczańskie Baszty dla turystów są niedostępne. Ich zachodnie ściany udostępnione są do uprawiania taternictwa. Są w nich drogi wspinaczkowe o trudności od II do VI+ w skali tatrzańskiej. Jedna z dróg prowadzi granią Białczańskich Baszt.
- Granią od Pośredniej Białczańskiej Przełęczy do Żabich Wrótek. Pierwsze przejście: Edward W. Janczewski 25 lipca 1909 r. Obecna wycena tego przejścia to II, czas przejścia 30 min[1]. Pierwsze przejście zimowe: Alojz Krupitzer i w. Spitzkopf 30 kwietnia 1936 roku[2].